# Kovčice
Kovčice so naselje v Občini Hrpelje  - Kozina.